# Rally-Obedience

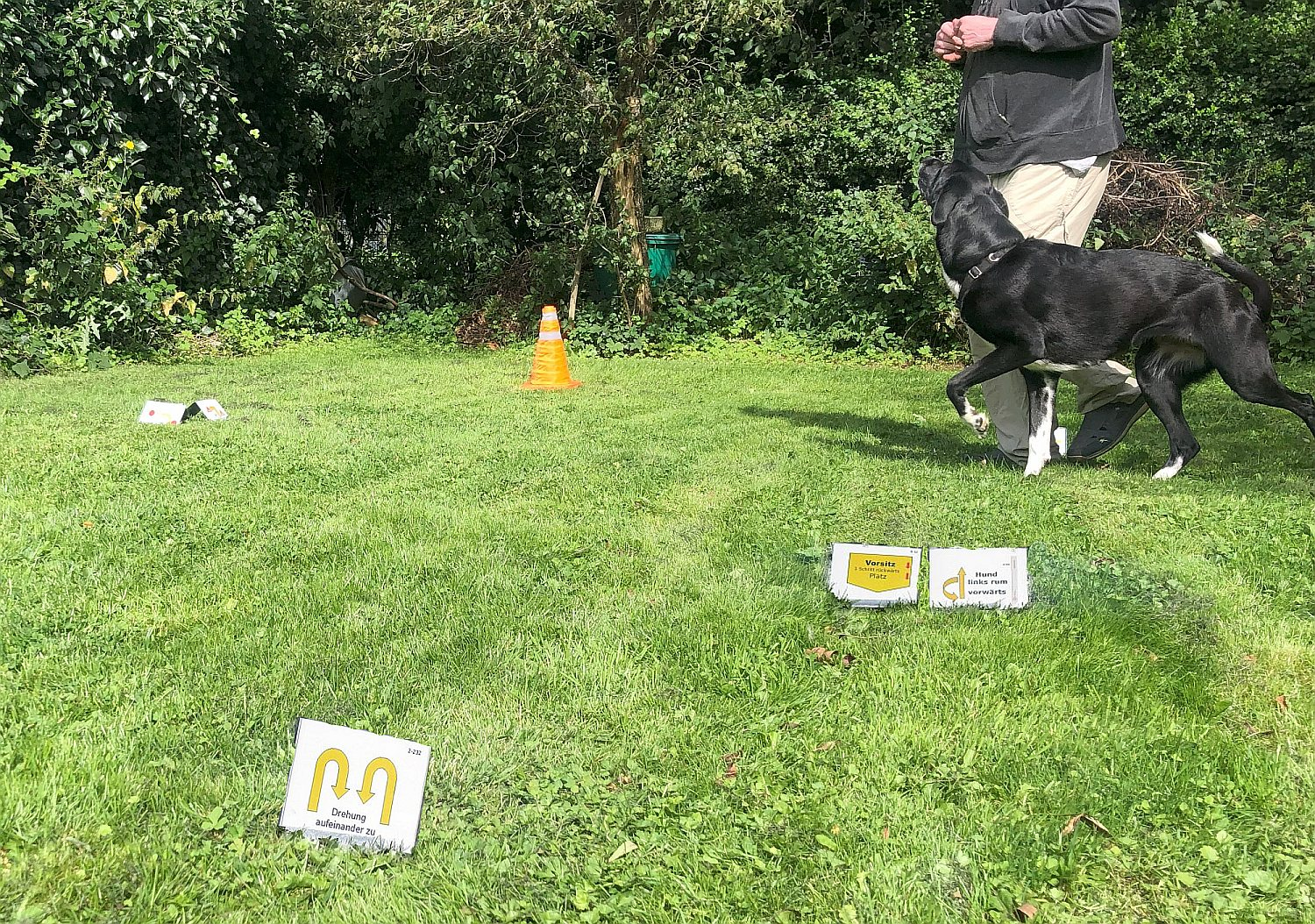

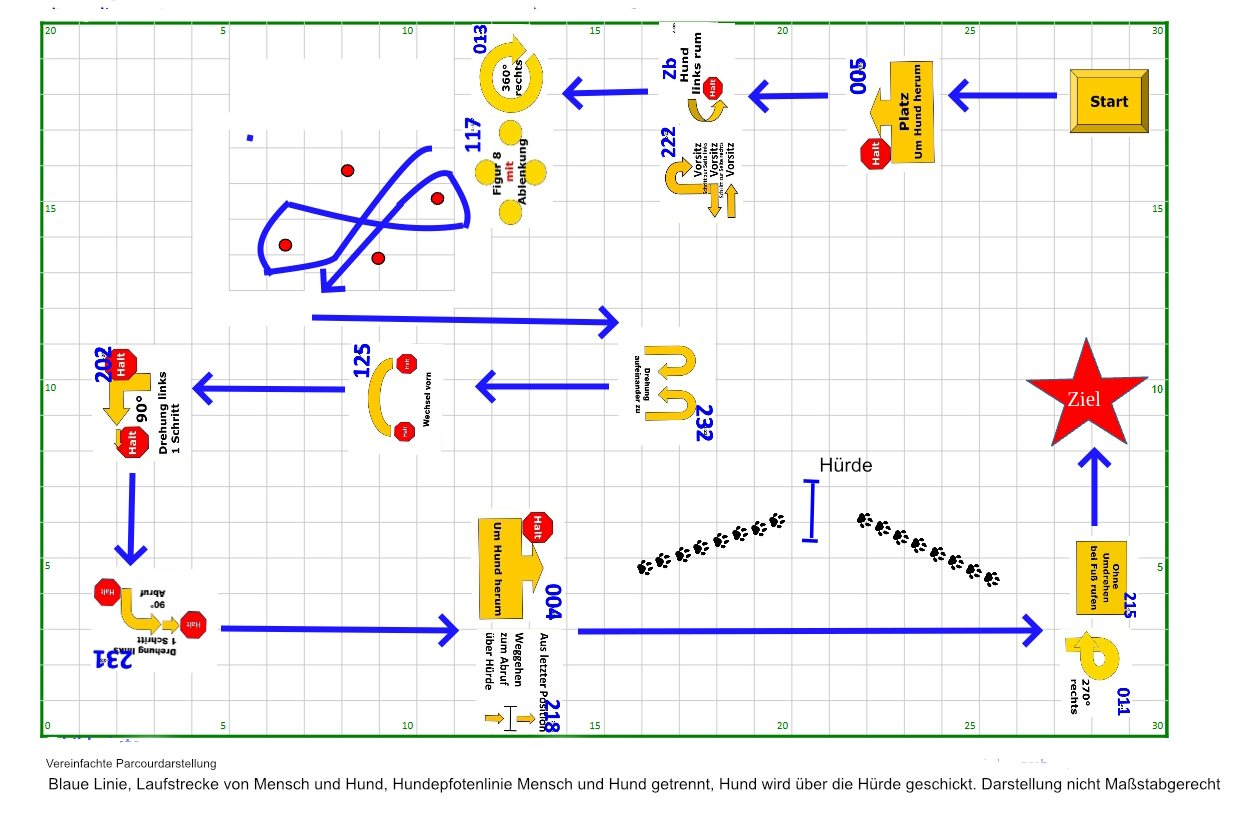
Vereinfachte Parcours Entwurf

Aus Wikimedia Commons, dem freien Medienarchiv
Rally-Obedience ist eine recht neue Hundesportart und zielt auf die partnerschaftliche Zusammenarbeit des Mensch-Hund-Teams. Sie wurde in den USA, von Charles Bud Kramer entwickelt. Schnell verbreitete sie sich in Deutschland und in den Nachbarländern. Der VDH ist für das deutsche Regelwerk verantwortlich. Die aktuelle Version datiert auf den Januar 2022. Grundlage bildet das FCI-RO Reglement.

## Beschreibung
Der Parcours beinhaltet Übungen wie Sitz, Platz, Steh und Kombinationen aus diesen Elementen. Es gibt auf den Schildern auch diverse Richtungsänderungen, Drehungen und Wendungen. An anderen Stellen gibt es ähnlich wie bei Agility auch Hindernisse wie einen Slalom um Pylonen oder vereinfachte Sprünge, wo der Hund vorausgeschickt wird oder abgerufen. Was weiter dazugehört sind Bleib und Abrufübungen, hier stand Obedience Pate. Es gibt noch eine Besonderheit, die es in anderen Wettbewerben nicht gibt: Das Team läuft an gefüllten Futternäpfen vorbei, ohne dass der Hund sich daraus bedienen darf.
Hund und Mensch dürfen während eines Laufes ständig miteinander kommunizieren, der Hund darf so jederzeit angesprochen, motiviert und gelobt werden.

## Parcoursfeld
Das Wettbewerbsfeld hat in der Regel eine Größe von 20 mal 30 Metern. Der Parcours besteht im Grunde aus Anweisungsschildern, die in einem abgegrenzten Feld aufgestellt sind. Die Schilder müssen der Reihe nach abgearbeitet werden, auf jedem Schild stehen die genauen Anweisungen, was Hund und Mensch tun sollen. In der Nähe sollte es auch ein Vorbereitungsfeld geben, etwa 8 mal 4 m groß. Zur Vorbereitung für das nächste Team ist ein Sprunghindernis baugleich, mit dem im Parcours aufzustellen.